# Sportcampus Lange Munte
Sportcampus Lange Munte is een overdekt sportcentrum in Kortrijk. Het gebouw is gebouwd voor het huisvesten van verschillende indoor sportwedstrijden. Het complex bestaat uit twee aaneengesloten hallen met daarin vijf ruime sporthallen. In de grote zaal worden de basketbal- en volleybalwedstrijden van Kortrijk Spurs gespeeld. De zaal biedt plaats aan 2.400 toeschouwers. Buiten de sporthallen beschikt het complex ook over vier gras- (waarvan twee kunstgras) en twee beachvolleybalvelden